# Branislav Ivanović
Branislav Ivanović (en serbe cyrillique Бранислав Ивановић), né le 22 février 1984 à Sremska Mitrovica en Yougoslavie (aujourd'hui en Serbie), est un footballeur international serbe évoluant au poste de défenseur.
Fort d'une expérience importante notamment à Chelsea où il joue entre 2008 et 2017, Branislav Ivanović est devenu progressivement un titulaire indiscutable et convaincant de par sa régularité, à tel point que les clubs européens les plus prestigieux le convoitent sans réussite.
Solide défensivement et doué d'une frappe puissante ainsi que d'une tête précise, il est considéré comme l'un des meilleurs latéraux du monde, notamment par l'ancien entraîneur des Blues José Mourinho.
Il a longtemps été capitaine de l'équipe de Serbie pour laquelle il joue 104 matchs et marque 13 buts. Il est souvent appelé en Serbie "Bane Ivanović" (prononcé en français Banè).

## Carrière

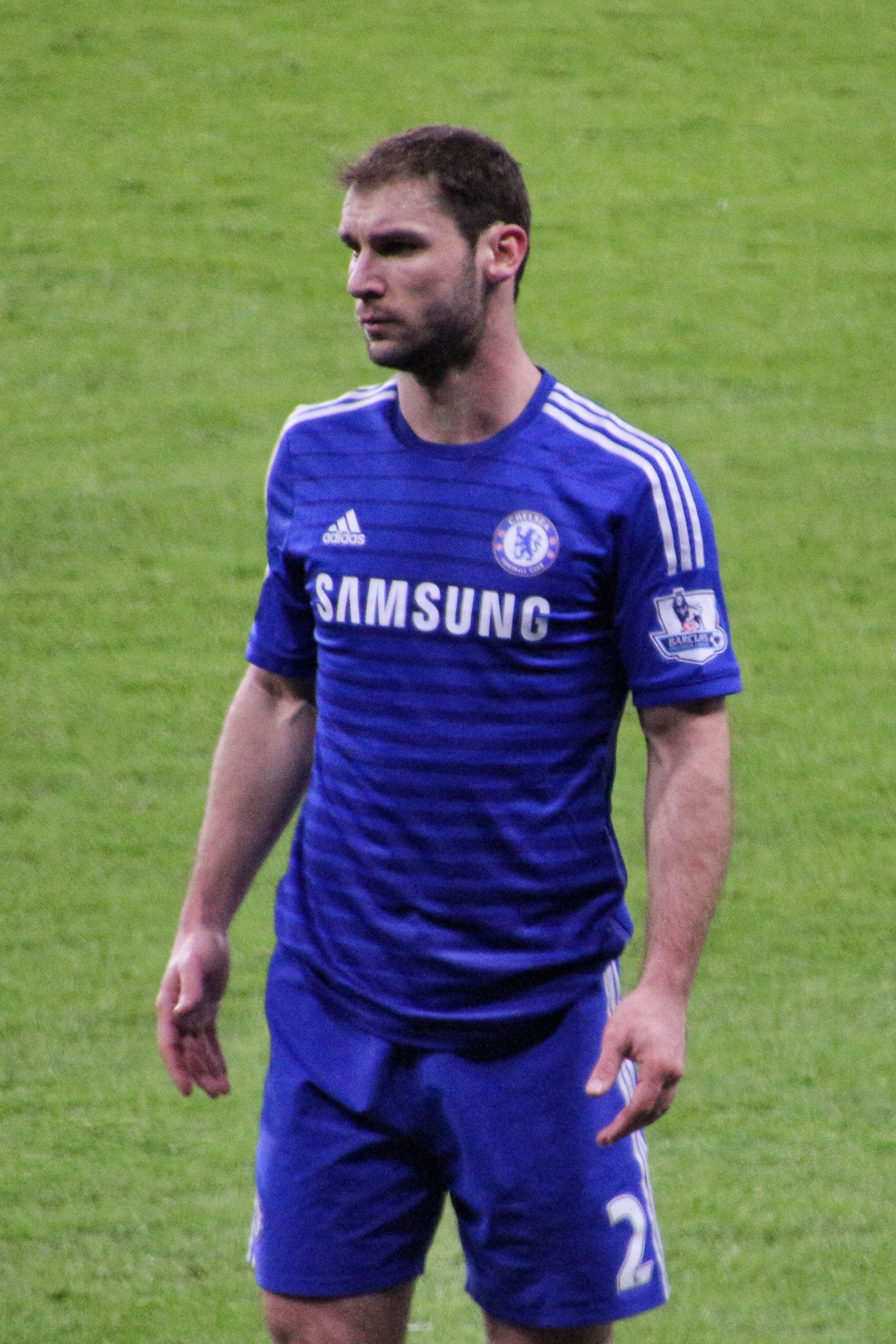
Ivanovic avec Chelsea en 2015.

Ivanović commence sa carrière dans le club de sa ville, le FK Srem Sremska Mitrovica, mais c'est à l'OFK Belgrade qu'il se fait connaître grâce à ses bonnes performances (2003-2006). Il fête sa première sélection en équipe espoirs lors d'un match décisif pour la qualification à l'Euro Espoirs de 2004 contre la Croatie. Il inscrit d'ailleurs à cette occasion le but de la victoire serbe. Ivanović participe à trois Championnats d'Europe espoirs. En 2006, au Portugal, il joue quatre matchs et marque un but. Le joueur évolue alors au poste de défenseur central ou au poste d'arrière droit.
En 2006 a lieu une lutte acharnée entre le Partizan de Belgrade et l'Étoile Rouge de Belgrade pour le faire signer. Finalement contre toute attente c'est à Moscou que le joueur signe. La transaction s'élève à 2,2 millions d'euros. Ses très bonnes performances avec le Lokomotiv lui valent l'attrait de nombreux clubs européens (Manchester United, Juventus, Real Madrid, Chelsea...). C'est ainsi que, le 16 janvier 2008, Ivanović rejoint le club de Chelsea, où il portera le numéro 2. Il a signé un contrat de trois ans et demi en faveur des Blues. Chelsea verse 12,8 millions d'euros au Lokomotiv en échange. Durant la saison 2007-2008, Ivanović n'évolue pas avec l'équipe première de Chelsea, et se voit aligné avec l'équipe réserve, en compagnie de Tal Ben Haim. Le joueur est alors sur le banc avec Chelsea, mais titulaire en équipe nationale de Serbie avec Radomir Antic.
Ivanović est le meilleur buteur de l'équipe serbe (3 buts) à mi-parcours des qualifications comptant pour la Coupe du monde en Afrique du Sud. Le 8 avril 2009, Ivanović marque un doublé décisif en quarts de finale de la Ligue des champions contre le club de Liverpool. Il gagne progressivement sa place de titulaire avec Chelsea grâce à ses performances avec l'équipe nationale de Serbie. Il est parfois comparé à un autre serbe ayant eu une trajectoire similaire : Nemanja Vidić.
En fin de contrat en juin 2011, le défenseur serbe est convoité par le Bayern Munich, qui lui proposerait un million de plus que le Chelsea FC, qui cherche à le prolonger. En février 2011, il prolonge finalement son contrat avec Chelsea de cinq ans, il est désormais lié au club londonien jusqu'en 2016. Quelques jours plus tard, il dispute d'ailleurs son centième match pour les Blues.
Durant la saison 2011-2012, Ivanovic est très fréquemment utilisé par André Villas-Boas qui le titularise en défense centrale en début de saison, puis à droite de la défense après les bonnes performances de David Luiz en défense centrale. Il inscrit son premier but de la saison face à Genk en Ligue des champions (5-0). Le 7 avril 2012, Ivanovic ouvrira le score contre Wigan ce qui lui permettra de marquer son quatrième but en six matchs.
Il commence la saison 2012-2013 par un carton rouge à la suite d'un tacle dangereux, lors du Community Shield, opposant les Blues à Manchester City (défaite 3-2). Une semaine plus tard, la Premier League commence. Chelsea se rend à Wigan. Dès la 2e minute de jeu, Ivanovic ouvre le score à la suite d'un superbe enchaînement d'Eden Hazard. Chelsea remporte finalement ce match 2-0.
Le mercredi 15 mai 2013 à l'Amsterdam ArenA, il participe à la finale de la Ligue Europa avec Chelsea. Il inscrit le but de la victoire de son club dans les arrêts de jeu d'une tête, battant ainsi le Benfica Lisbonne sur le score de 2 à 1.
Le mercredi 21 août, il inscrit le but de la victoire de son club face à Aston Villa à Stamford Bridge d'un coup de tête après un coup franc de son coéquipier Frank Lampard sur le score de 2 à 1.
Le 3 février 2014, Ivanović inscrit l'unique but du choc contre Manchester City à l'Etihad Stadium d'une magnifique frappe du pied gauche à 24 mètres des cages de Joe Hart qui n'a rien pu faire. La frappe a été chronométrée à un peu plus de 110 km/h, d'après le tabloïd anglais le Daily Mail. Lors de cette saison 2013-2014, il est le joueur le plus utilisé parmi l'effectif des Blues par José Mourinho avec 36 matchs de championnat.
Le 17 février 2015, il inscrit un but face au Paris Saint-Germain en huitièmes de finale de la Ligue des champions, en plaçant sa tête sur une remise de Gary Cahill (1-1). Quatre jours plus tard, il marque encore face à Burnley grâce à une passe décisive d'Eden Hazard. Lors de la saison 2014-15, il participe en toutes les minutes de tous les matchs du championnat anglais.
Le 1er février 2017, il signe pour deux ans et demi au Zénith Saint-Pétersbourg. Il quitte le club fin juillet 2020 à l'issue de la saison 2019-2020.
Le 15 septembre 2020, il s'engage pour une saison avec West Bromwich Albion, promu en Premier League.

## Statistiques
| Saison                | Club                     | Championnat           | Championnat | Championnat | Coupe(s) nationale(s) | Coupe(s) nationale(s) | Compétition(s) continentale(s) | Compétition(s) continentale(s) | Compétition(s) continentale(s) | Total | Total |
| Saison                | Club                     | Division              | M.          | B.          | M.                    | B.                    | Comp.                          | M.                             | B.                             | M.    | B.    |
| Sous-total            | Sous-total               | Sous-total            | 13          | 0           | -                     | -                     | -                              | -                              | -                              | 13    | 0     |
| 2002-2003             | Srem Sremska Mitrovica   | D2                    | 3           | 0           | -                     | -                     | -                              | -                              | -                              | 3     | 0     |
| 2003-2004             | Srem Sremska Mitrovica   | D2                    | 16          | 2           | -                     | -                     | -                              | -                              | -                              | 16    | 2     |
| Sous-total            | Sous-total               | Sous-total            | 19          | 2           | -                     | -                     | -                              | -                              | -                              | 19    | 2     |
| 2003-2004             | OFK Belgrade             | D1                    | 13          | 0           | 1                     | 0                     | -                              | -                              | -                              | 14    | 0     |
| 2004-2005             | OFK Belgrade             | D1                    | 27          | 2           | 2                     | 1                     | CI                             | 6                              | 0                              | 35    | 3     |
| 2005-2006             | OFK Belgrade             | D1                    | 15          | 3           | 1                     | 0                     | -                              | -                              | -                              | 16    | 3     |
| Sous-total            | Sous-total               | Sous-total            | 55          | 5           | 4                     | 1                     | -                              | 6                              | 0                              | 65    | 6     |
| 2006                  | Lokomotiv Moscou         | D1                    | 28          | 2           | 4                     | 0                     | C3                             | 2                              | 1                              | 34    | 3     |
| 2007                  | Lokomotiv Moscou         | D1                    | 26          | 3           | 5                     | 0                     | C3                             | 6                              | 1                              | 37    | 4     |
| Sous-total            | Sous-total               | Sous-total            | 54          | 5           | 9                     | 0                     | -                              | 8                              | 2                              | 71    | 7     |
| 2008-2009             | Chelsea FC               | D1                    | 16          | 0           | 6                     | 0                     | C1                             | 4                              | 2                              | 26    | 2     |
| 2009-2010             | Chelsea FC               | D1                    | 28          | 1           | 7                     | 0                     | C1                             | 6                              | 0                              | 41    | 1     |
| 2010-2011             | Chelsea FC               | D1                    | 34          | 4           | 4                     | 0                     | C1                             | 10                             | 2                              | 48    | 6     |
| 2011-2012             | Chelsea FC               | D1                    | 29          | 3           | 6                     | 0                     | C1                             | 10                             | 2                              | 45    | 5     |
| 2012-2013             | Chelsea FC               | D1                    | 34          | 5           | 10                    | 2                     | SC+C1+CMC+C3                   | 1+6+2+6                        | 0+0+0+1                        | 59    | 8     |
| 2013-2014             | Chelsea FC               | D1                    | 36          | 3           | 2                     | 0                     | SC+C1                          | 1+11                           | 0                              | 50    | 3     |
| 2014-2015             | Chelsea FC               | D1                    | 38          | 4           | 4                     | 1                     | C1                             | 7                              | 1                              | 49    | 6     |
| 2015-2016             | Chelsea FC               | D1                    | 33          | 2           | 6                     | 0                     | C1                             | 4                              | 0                              | 43    | 2     |
| 2016-2017             | Chelsea FC               | D1                    | 13          | 0           | 3                     | 1                     | -                              | -                              | -                              | 16    | 1     |
| Sous-total            | Sous-total               | Sous-total            | 261         | 22          | 48                    | 4                     | -                              | 68                             | 8                              | 377   | 34    |
| 2016-2017             | Zénith Saint-Pétersbourg | D1                    | 10          | 1           | -                     | -                     | C3                             | 1                              | 0                              | 11    | 1     |
| 2017-2018             | Zénith Saint-Pétersbourg | D1                    | 27          | 2           | -                     | -                     | C3                             | 11                             | 3                              | 38    | 5     |
| 2018-2019             | Zénith Saint-Pétersbourg | D1                    | 28          | 1           | 1                     | 0                     | C3                             | 12                             | 1                              | 41    | 2     |
| 2019-2020             | Zénith Saint-Pétersbourg | D1                    | 25          | 4           | 3                     | 0                     | C1                             | 6                              | 0                              | 34    | 4     |
| Sous-total            | Sous-total               | Sous-total            | 90          | 8           | 4                     | 0                     | -                              | 30                             | 4                              | 124   | 12    |
| 2020-2021             | West Bromwich Albion     | D1                    | 13          | 0           | 2                     | 0                     | -                              | -                              | -                              | 15    | 0     |
| Sous-total            | Sous-total               | Sous-total            | 13          | 0           | 2                     | 0                     | -                              | -                              | -                              | 15    | 0     |
| Total sur la carrière | Total sur la carrière    | Total sur la carrière | 492         | 42          | 65                    | 5                     | -                              | 112                            | 14                             | 669   | 61    |

## Palmarès

### En club
Lokomotiv Moscou
- Vainqueur de la Coupe de Russie en 2007.

 Chelsea FC
- Vainqueur de la Ligue des champions en 2012.
- Vainqueur de la Ligue Europa en 2013.
- Finaliste de la Coupe du monde des clubs en 2012.
- Finaliste de la Supercoupe de l'UEFA en 2013.
- Finaliste de la Coupe d'Angleterre en 2017.
- Champion d'Angleterre en 2010, 2015 et 2017.
- Vainqueur de la Coupe d'Angleterre en 2009, 2010 et 2012.
- Vainqueur de la Coupe de la Ligue en 2015.
- Vainqueur du Community Shield en 2009.

 Zénith Saint-Pétersbourg
- Champion de Russie en 2019 et 2020.
- Vainqueur de la Coupe de Russie en 2020.
- Finaliste de la Supercoupe de Russie en 2019.

### En équipe nationale
- Finaliste de l'Euro espoirs 2004 et de l'Euro espoirs 2007  avec l'équipe de Serbie espoirs
- Joueur le plus capé de l'histoire de l'équipe de Serbie espoirs (38 sélections)

### Distinctions personnelles
- Membre de l'équipe type du championnat d'Angleterre lors de la saison 2009-2010 et 2014-2015
- Élu joueur serbe de l'année 2012[11] et 2013